# Eos Mensa
L'Eos Mensa è una struttura geologica della superficie di Marte.